# Hypoponera vernacula
Hypoponera vernacula is een mierensoort uit de onderfamilie van de Ponerinae. De wetenschappelijke naam van de soort is voor het eerst geldig gepubliceerd in 1962 door Kempf.